# I. Abdul-Medzsid oszmán szultán
Abdul-Medzsid (Isztambul, 1823. április 23. – Isztambul, 1861. június 25.) oszmán szultán 1839-től haláláig. 22 évig tartó uralkodása alatt sokszor mások tanácsára és támaszára szorult, emiatt sokan bábként bántak vele.

## Élete

### Ifjúkora
Abdul-Medzsid 1823. április 23-án született II. Mahmud fiaként. Fiatalon a háremben nevelkedett.

### Trónra lépése
Édesapja halála után, 1839-ben lépett trónra. Neveltetésénél fogva hiányzott belőle az erős akarat és az áttekintő képesség. Az 1839-es nisibi vereséget újabb, hasonlóan nagy és váratlan szerencsétlenség követte. A kapudán-pasa, Ahmed, a török tengeri hadak főparancsnoka alighogy értesült II. Mahmud haláláról, az egész török tengeri haddal hűtlenül átpártolt a zendülő egyiptomi alkirályhoz, Mohamed Alihoz.

### Az 1839-es gülhánei alkotmány
1839. november 4-én az új szultán Resid nagyvezír tanácsára az új szerájban maga köré gyűjtötte az európai hatalmak követeit, valamint birodalmának polgári, katonai és vallási méltóságait, és a nagyvezír által felolvastatta azt az alkotmányt, amely segítségével népeit boldogítani, trónját pedig megerősíteni remélte.
A gülhánei hatti-serif vagy a gülhánei kioszkban kelt proklamáció, az oszmán birodalom újjáalakulásához egy hatalmas lépéssel közelebb jutott volna. A nevezetes államokirat főbb pontjai a következők voltak:
- 1. Minden alattvalónak vallás- és nemzetiségi különbség nélkül élete, vagyona és becsülete biztosítva lesz.
- 2. Az igazságszolgáltatás nyilvános lesz; az adók igazság és méltányosság szerint fogják kivetni; egyszersmind a szultán ígéri azt, hogy az adók bérbeadásának káros intézményét hamarosan meg fogja szüntetni.
- 3. Az új katonák behívását európai példára fog történni, a katonák pedig nem lesznek kötelesek a meghatározott szolgálati időn túl a hadseregben maradni.
- 4. A törvény előtt a vallási különbségek nem játszanak szerepet.
- 5. A hivatalok árusítása szigorúan meg lesz tiltva; a hivatalnokok ezentúl rendes évi fizetést fognak kapni az államkincstárból.

Az új alkotmány megjelent és kihirdették, de gyakorlati haszna nem lett.

### A négyes szövetség
Időközben a hunkiár-szkelesszii szerződés az Orosz Birodalom és az Oszmán Birodalom között érvénytelenné vált; Nagy-Britannia pedig minden követ megmozgatott, hogy régi tekintélyét és befolyását a Boszporusz partján visszaszerezze. Újabb háborúktól kellett tartani.
Ekkor az Oszmán Birodalom védelmére és területi integritásának megőrzése céljából 1840. július 15-én megszületett a londoni szerződés, melynek értelmében Oroszország, Nagy-Britannia, Ausztria és Poroszország négyes szövetséget hozott létre. A szövetség első cselekedetével egy osztrák-brit flottakötelék Ahmed kapudán pasát, a török hadiflotta parancsnokát arra kényszerítette, hogy tengeri haderejét Alexandriából a Boszporuszba visszavezesse – ezzel Egyiptom török inváziójának veszélye megszűnt.

### 1848 az Oszmán Birodalomban
Izgalom és bizonytalanság állapotában találta az Oszmán Birodalmat az 1848-as év, amely egész Európát hullámzásba hozta, rázkódtatásai pedig nem kerülték el a Törökországot sem. Különösképpen nagy volt az izgatottság a birodalom keresztény alattvalói körében, és főleg ott, ahol az orosz befolyás élénken megnyilvánult: Havasalföldön és Moldvában, Szerbiában és részben Bulgáriában. A török portát azonban megkímélték az események, Európa népeinek pedig ezen emlékezetes napokban elég dolguk volt saját ügyeik rendbe hozatalával.

### Magyar menekültek befogadása
A magyar szabadságharc leverése után Törökország – főként Anglia jótékony befolyása következtében, amely szükség esetében fegyveres beavatkozását helyezte kilátásba – a vendégszeretet jogát gyakorolta.> A szabadságharc vezetői és bajnokai tömegesen léptek át 1849 augusztusa óta török területre, és miután kezdetben Bulgáriában találtak menhelyet, utóbb részben Konstantinápolyba, részben Kis-Ázsiába mentek, ahol a szultán a menekülteket és bujdosókat részvéttel fogadta. Abdul-Medzsid az orosz és az ausztriai kormány minden követelését és fenyegetését a menekültek kiadatása iránt határozottan és nyíltan visszautasította. A menekültek később Angliába és Amerikába távoztak; többen közülük pedig török szolgálatba léptek, és hűséggel szolgálták új hazájukat és vendégszerető urát.

### A gülhánei alkotmány bevezetése
Alig múlt el az 1848–1849, amikor Abdul-Medzsid a gülhánei alkotmány életbeléptetését az eddiginél nagyobb erővel kezdte el sürgetni. Az alkotmánynak az adó és az újoncozásra vonatkozó részei találtak a legnagyobb ellenállásra – főként a boszniai bégeknél, akik – minthogy az alkotmány az általuk eddig elnyomatott néposztállyal egyenlő politikai szintre tette – megszokott régi jogaikat látták megsértve. A török kormány Omer pasát, egy horvát hitehagyottat küldte jelentékeny haderővel a lázongó tartományba, akinek nemsokára sikerült engedelmességre bírnia a bégeket.

### A krími háború előzményei
Oroszország már I. Sándor cár óta a dunai fejedelemségek birtokáról álmodozott, és kereste az ürügyet, hogy a török kormánnyal összetűzhessen. A Francia Köztársaság 1850 őszén erélyes jegyzéket nyújtott át a portának a palesztinai szent helyek érdekében. Amikor erről Oroszország értesült, megbízta konstantinápolyi nagykövetét, Mencsikov grófot, hogy közölje a portával: nem hajlandó a Franciaországnak nyújtandó olyan kiváltságokba belenyugodni, amelyek a görög keleti egyház híveire nézve sérelmesek lesznek. Ezzel a helyzet Oroszország és az Oszmán Birodalom között még feszültebbé vált, főként amikor elterjedt a híre, hogy a konstantinápolyi vezetés a francia kormány (III. Napoleon császár) követeléseit mégiscsak teljesítette. Mencsikov egyenesen egy szövetség megkötését követelte a portától annak biztosítására, hogy a görög keleti egyház összes híve az Oszmán Birodalomban az orosz cár védnöksége alá lesz helyezve – tekintet nélkül a szultán szuverenitási jogaira.
E pillanatban Ausztria is megfogalmazta követeléseit, amelyeknek gyors foganatosítását követelte a portától: a zendülő Montenegróba benyomult török csapatokat haladéktalanul hívják vissza; a Török Birodalom területén lakó osztrák alattvalóknak pedig szélesebb jogokat élvezzenek a kereskedelem vonatkozásában. A Porta teljesítette Ausztria kívánságát, ellenben visszautasította Oroszország ajánlatát, amely az adott körülmények között egyenlő volt a hadüzenettel.

### Akrími háború
Mencsikov, I. Miklós cár nagykövetének sértő fellépése Konstantinápolyban, és a cárnak feltételeihez való merev ragaszkodása megérlelte végre a keleti kérdés újabb felvetését. Az 1853-as ősz elején kezdetét vette a háború, melyet színhelyéről krími háborúnak szokás nevezni.

### További reformtervek
A háború befejezése után Abdul-Medzsid – európai jóakarói tanácsára – egy lépéssel tovább ment az alkotmányosság ösvényén, és – mintegy kiegészítésül a gülhánei hatti-sherifnek – kiadta 1856-ban a hatti-humájunt. Ez a második fontos rendelet az 1839-es alkotmányt még nagyobb mértékben európai mintát követve szándékozta kiegészíteni.
Eszerint az alattvalókat három csoportra osztották:
- 1) muszlimok még mindig kiváltságos osztálya
- 2) felszabadult jobbágyok vagy ráják (innentől teháknak nevezték őket)
- 3) rabszolgák, akiket ismét hat osztályba soroztak – az ő vagyon- és életbiztonságáról ez a törvény sem kezeskedett

### Pénzügyi gondok
A pénzzavar azonban nem nyert megoldást, sőt, évről évre növekedve bukással fenyegette a birodalmat. 1858–1861-ben három államkölcsönt kellett kötni és a válság annyira komollyá vált, hogy nagy összegre szóló papírpénzt kellett kényszerforgalomba hozni.

### Halála
Ilyen viszonyok közt halt meg Abdul-Medzsid 1861. június 25-én. Halála nem volt csapás a birodalomra: erélytelen egyénisége nem szerzett neki sem ellenségeket, sem barátokat és a legjobb akarattól áthatva sem volt képes jobbat és többet tenni, mint amennyit idegen védelmezői tőle kívánni láttak jónak.